# Lyropupa perlonga
Lyropupa perlonga foi uma espécie de gastrópodes da família Pupillidae.
Foi endémica dos Estados Unidos da América.